# Csenkeszfai Poóts András
Csenkeszfai Poóts András (Edelény, 1740. vagy 1747. december 31. – Ungvár, 1812.) költő, református lelkész.

## Élete
Edelényben született, hol atyja, idősebb Poóts András szintén református lelkész volt, de ezen hivatalát 1748. március 13-án a tiszanánai gazdagabb jövedelmű ekklézsiával cserélte fel. Poóts a sárospataki református főiskolában végezte középiskolai tanulmányait és ugyanott 1765. március 18-án már mint "subscribált togatus" van bejegyezve s így a gimnáziumi VII. osztálynak megfelelő "classisból" az akadémiai törvényeknek aláírt. Tudományszeretetére, kitartó szorgalmára vall, hogy akadémiai osztályában az érdemfokozat szerint másodiknak van bejegyezve és ezen helyét egész iskolai pályafutása alatt is folyvást megtartotta. Első két évi tanulmányainak tárgyait kizárólag a görög nyelv elemei, aztán a metafizika és egyetemes história képezték. A görög nyelvi ismereteit mutatja az, hogy 1768-től 1771-ig minden évben, magánszorgalomból, több görög írónak ismertetéséből, műveinek fordításából állott ki vizsgát.
1772-ben elvégezvén teológiai tanulmányait, külföldre szándékozott utazni, de útlevelének késedelmes kiadása miatt, előbb Sárospatakon "a syntaxisták classisában" "publicus praeceptorságot" végzett. 1774-ben ment külföldi egyetemek látogatására. 1776. január 10-én az Aranyoson tartott kongregációban "ingremiáltatott" a borsod-gömör-kishonti egyházmegye kebelébe s édesatyja mellett, ki már egészen elöregedett, Tiszanánán nyert segédlelkészi alkalmazást és még ugyanazon évben nőül vette a "ragyogó szépségű" Miskolczy Zsuzsannát, kiről költeményeiben sokszor megemlékezik.
Házassága szerencsétlenül ütött ki; azért ezen időtől kezdődik Poóts életének hányattatása, örök vívódása önmagával és a balvégzet megmérhetetlen hatalma ellen. Édesatyja 1777 végén meghalt, helyére 1778-ban a gazdag jövedelmű tiszanánai egyház lelkészévé választották. Poóts felesége nem maradt sokáig férje házánál, előbb megszökött, 1785-ben pedig hosszadalmas és botrányos válópert kezdett meg, amely aztán majdnem teljes erkölcsi bukását okozta Poótsnak. Neje párthíveket szerzett magának a tiszanánai hívek között: így aztán meg lett zavarva az egyház békéje is; Poótsnak kínos hivatalos összeütközései híveivel napról-napra szaporodtak, annyira, hogy egy alkalommal teljesen megfelejtkezvén papi méltóságáról, az egyház ládáját felszaggatva, abból az utcára dobálta ki az úrvacsorai szent edényeket és egyéb készülékeket. Ezért a tűrhetetlen rakoncátlankodásai miatt fegyelmi pert indítottak ellene a heves megyei törvényszék előtt, mely hat hónapi börtönre ítélte s 1786. július 28-án Egerbe vitetvén, ott a megye börtönében félévi büntetését le kellett töltenie. Eszterházy Károly gróf, a nemes szivű főpap, Heves megye főispánja, mindent elkövetett, hogy lehetőleg enyhítse és elviselhetővé tegye a nagy tehetségű, de szerencsétlen kálvinista lelkésznek fogházbüntetését. Ezt maga Poóts hálásan ismeri el a börtönben írt két költeményében. Különben is a költészetben kereste vigasztalását. Itt írta Elegyes verseinek több darabját és itt készítette Euryalus és Lucretia átdolgozását is. Börtönében írta ilyen c. kiadatlan verseit is: A borsodi espereshez, amelyben szidja az őt ért bebörtönöztetés miatt, Válasz, Elegia, Szökött Miskolczy Zsuzsannához irott levél. (K. Édes Albert gyűjteményében és a tiszanánai egyház levéltárában).
Kiszabadulván börtönéből, miután egyházi elöljárósága kegyelemből meghagyta neki papi jellegét és a jogot, hogy más egyház meghívását elfogadhassa, nagy tehetsége és széleskörű tudományos ismerete nagy tekintélyű pártfogókat szerzett neki; ezek között első sorban állott báji Patay József a tiszáninneni református egyházkerület főgondnoka, akinek leányai részére dedikálta Poóts az Euryalus és Lucretia magyar átdolgozását is; azután Csízi János, alsó-zempléni egyházmegye esperese s ugyanazon egyházmegye jegyzője: Palóczy György. Ezek közbenjárásának és ajánlatának köszönhette, hogy miután börtönbüntetése után egy évet hivatal nélkül töltött el, 1788-ban a bodrogkeresztúri (Zemplén megye) egyház hívta meg lelkészének. Új hivatalában egy darabig csendesen folytak napjai; a tudománynak és egyháza érdekeinek élt, az egyházi épületeket kijavíttatta, templomot építtetett, melyet 1791. március 20-án felszenteltek. De balvégzete itt is szerencsétlen viszonyok közé sodorta.
Poóts kárpótlást keresvén szerencsétlen házasságáért, azt Bodrogkeresztúron meg is találta egy tehetős zsidó asszonynak egyetlen leányában, ki a zsidóság akkori műveltségén túlemelkedve szorgalmasan olvasta a magyar műveket. Ezen botrányos eljárása miatt a híveitől és az egyházmegyétől is üldöztetett és prédikátori állásától megfosztották. Így történt meg aztán, hogy egy évig ismét kenyér nélkül maradt; ekkor kétségbeesésében hitének megtagadása által akart kenyérhez jutni. 1795-ben több ízben levelet írt Eszterházy Károly gróf egri püspökhöz, hogy őt valami álláshoz segítse; de a püspök folyamodását és áttérési szándékát hidegen fogadta és tőle segélyét is megtagadta. Ekkor az ungi református egyházmegyének 1796. január 27-én Cseppelyben tartott gyűlését levél által kéri az egyházmegyében levő valamely egyházban való elhelyezését.
Ismét pártfogóinak közbenjárására jutott a pinkóci (Ung megye) ekklézsiához. 1796. május 5-én az ungvári református egyház ujonnan épült templomát fényes közönség jelenlétében szentelvén fel, az ünnepi szónoklat megtartására a szegény pinkócit papot kérték fel, aki: A hibátlan isteni tiszteletről tartott egyházi beszédet. Szónoki diadalának az lett az eredménye, hogy 1797. január 11-én az ungvári egyház Poótsot nagy lelkesedéssel papjának választotta. Ettől kezdve aztán egy darabig folyvást emelkedett tekintélye, mindig szélesebb körben terjedt az iránta való elismerés.
Egyházmegyéje 1797-ben és 1798-ban őt jelölte ki a lelkészképesítési és felavatási vizsgák egyik cenzorául. 1799. március 12-én a Bártfán tartott egyházmegyei gyűlésen azon szokatlan megtiszteltetés érte, hogy "tudománybeli jeles tehetségeire s más tekintetekre nézve addig is, míg közvotumok által választatna: az esperi székhez való assessorsághoz kineveztetik". Balvégzete azonban csakhamar ismét ellene fordult és pedig zaklatásainak és szerencsétlenségeinek egész özönével.
Ungvári hívei már 1801. február 17-én a Bezón tartott egyházmegyei gyűlés elé megdöbbentő vádlevelet adtak be Poóts ellen. A gyűlés küldöttségre bízta az ügy megvizsgálását; ez április 17-én K.-Ráthban Poótsot végképpen kompromittáló tényeket jelentett a gyűlés elé: "hogy a panaszkodók nem voltak kiengesztelhetők, különösen azt adván okul, hogy Poóts a Keresztúrból magával hozott menyecskével oly botrányos életet folytat, hogy ezen még a munkácsi görögkatholikus püspök is megbotránkozott, e mellett a tarnóczi papnét is erkölcstelenségre tévelyítette, a hívek nejei közül is többeket csábitgat sat." Mindennek dacára Poótsot ez alkalommal még mentették régi érdemeinek megmaradt töredékei s Ungváron június 21-én fényes deputáció hirdette ki az egyházmegye ítéletét, amely szerint Poóts ungvári papi állásában meghagytak. De az ítélet még nagyobb mértékben elkeserítette ellene Ungváron a kedélyeket és híveit is, magát Poótsot is a fékevesztett szenvedélyeskedés és kölcsönös dulakodás terére ragadta.
1802. május 18-án a Nyárádon tartott egyházmegyei gyűlés elé az ungvári egyház tagjai még az előbbinél is lesújtóbb vádakat adtak be. Poóts ugyan igyekezett ezen vádakat terjedelmes védőiratban magáról elhárítani, de pervesztes lett, a honorarius assessori sorból kitörölték és az ungvári egyházból elmozdították. Poóts az egyházkerülethez fellebbezett és ez június 11-én a tavaszi választási gyűlésig meghagyta Poótsot Ungváron. 1803. március 24-én a mokcsai egyház tagjai, különösen a Mokcsay-család papjául híván meg őt, a mokcsai egyházba be is rendelték, ő azonban az ungvári egyházból távozni nem akart, sőt midőn az egyházkerületi fegyelmi bíróság elé idézték, az előtt meg sem jelent, minek aztán az lett a következménye, hogy Poótsot a szuperintendenciából és abban a prédikátori hivatal folytatásától kirekesztették.
Mokcsay János közbenjárására az egyházkerület július 11-én visszavonta kitiltó ítéletét és megengedte, hogy Poóts Mokcsára mehessen lelkésznek. Már 1805. február 19-én a mokcsai egyház tagjai is panaszkodnak, hogy papjuk végképpen feldúlta az egyház békéjét. 1806. március 13-án a Palágyon tartott egyházmegyei gyűlés elé "a jelenlevőket könnyekig megindító levelet írt", melyben "30 esztendei hivataloskodása alatt rajta elkövetett sokféle betegségekből származott elerőtlenedése tekintetéből valami ideig, vagy talán végképen is resignálja papi hivatalát". 1806-ban állítólag a római katolikus vallásra tért át és magányosan élt Ungváron, ahol 1812-ben meghalt. Édes Albert szerint orosz pappá lett és a kitért zsidó leányt nőül vette s ezen házasságból született Poóts kapitány, akit Édes Albert másodéves professzor korában tanított.
Költeményeket írt a Magyar Hírmondóba (1785. 81. sz.), a Magyar Musába (1787).

## Munkái
- Csenkeszfai Poóts András ifjúi versei. Két darab. Pozsony és Komáron, 1791. (I. darab: Senai Lukrétzia, kinek törvénytelen életét és példás halálát Aeneas Sylvius irásaiból magyar versekbe szedte egy Liber Baronissa parancsolatjára és most világ eleibe is botsátotta ... Befejezte 1787. jan. 5. egri börtönében. Az ajánlásban a költészet hasznosságáról értekezik és annak magyarázatát írja meg, mért hogy a magyarok közt oly kevés a jeles költő. Ism. Irodalomtört. Közlemények 1896. 13. l. Ifj. Mitrovics Gyula.)
- Század eleire készített papi, historiai és orátori tanítás, mellyet az ungvári reformátusok templomában, mindenféle rangú s vallásu számos gyülekezet hallatára élő szóval elmondott ... a XIX. századnak első napján. Pest, 1801.

Kéziratai a sárospataki református kollegium könyvtárában: Carmen nuptiale Latino-Hungaricum sponsis Paulo Barczay et Catharinae Fáy sacrum (1742?) 4rét; a m. n. múzeumban: A század eleire készített tanítás. 2. sz. munkája. Ungvár, 1800 és Hivő Tamás.